# عشرب ريشي العروق
عشرب ريشي العروق (الاسم العلمي:Exacum penninerve) هو نوع من النباتات يتبع جنس العشرب من الفصيلة الجنطيانية.